# Una tragedia al cinematografo
Una tragedia al cinematografo è un cortometraggio muto del 1913 diretto da Enrico Guazzoni.

## Trama
A Carnevale, durante la proiezione di un film al Cinema Palace, Antonio vuole entrare armato di revolver per uccidere sua moglie Clara e l'amante, il direttore del cinematografo informa gli spettatori e dopo aver interrotto per poco tempo la proiezione la riprende come se nulla fosse, anche se la sala si svuota e rimangono pochi spettatori.

## Curiosità
All'interno e all'esterno del Cinema Palace sono visibili i manifesti del film Quo Vadis?, diretto dallo stesso Guazzoni nel 1913.